# Serge Dassault
Serge Dassault, nato Serge Bloch (Parigi, 4 aprile 1925 – Parigi, 28 maggio 2018), è stato un ingegnere, imprenditore e politico francese.
È stato presidente e amministratore delegato del gruppo Dassault, sindaco e senatore conservatore.
Secondo Forbes, il patrimonio netto di Dassault è stato stimato nel 2016 a $ 15 miliardi di dollari.

## Biografia

### Vita e formazione
Serge Dassault è figlio di Marcel Dassault, da cui ha ereditato il Dassault Group, e di Madeline Dassault (nata Minckes). Entrambi i suoi genitori sono di origine ebraica, ma in seguito si sono convertiti al cattolicesimo romano. Sin dalla morte del padre nel 1986, Dassault ha continuato a sviluppare la società, con l'aiuto degli amministratori delegati Charles Edelstenne e Éric Trappier.
Durante la seconda guerra mondiale, fu incarcerato quando suo padre fu mandato a Buchenwald per aver rifiutato qualsiasi collaborazione con l'industria aeronautica tedesca.
Ha studiato al Lycée Janson de Sailly. È laureato in ingegneria presso l'École Polytechnique (classe 1946) e al Supaéro (classe 1951). Nel 1963, ha ricevuto un EMBA da HEC Paris.

### Carriera politica
Nel 2004 il suo gruppo acquisisce Le Figaro, il più importante quotidiano della destra francese.
Nato in una famiglia vicina a quella di Jacques Chirac, ha aderito al Centro Nazionale degli Indipendenti e dei Contadini nel gennaio 1974. Si presenta alle elezioni comunali del 1977 a Corbeil-Essonnes contro il vicesindaco uscente, Roger Combrisson. In questa cittadina, storica roccaforte comunista, Combrisson fu comodamente rieletto al primo turno. Nonostante questa battuta d'arresto, Dassault decise di candidarsi alle elezioni legislative del 1978, ma fu sconfitto di stretta misura da Combrisson. Si ricandidò nel 1981, ma perse nuovamente contro il socialista Michel Berson, che viene eletto deputato per la prima circoscrizione dell'Essonne.
Ha ottenuto il suo primo mandato alle elezioni comunali del 1983, quando la lista di destra da lui guidata ha ottenuto il 47% e nove seggi nel consiglio di Corbeil-Essonnes. Dopo aver tentato senza successo di ottenere un seggio di consigliere generale nel 1985 e un seggio di deputato nel 1986, il 16 marzo 1986 è stato eletto consigliere regionale con il sistema della rappresentanza proporzionale. Il mese successivo aderisce al RPR e annuncia la chiusura del suo “Partito liberale”.
Nel 1988 vince di stretta misura le elezioni cantonali a Corbeil-Essonnes-Est contro il candidato comunista uscente. Decide quindi di candidarsi per la terza volta a sindaco di Corbeil. Dopo un'intensa campagna elettorale, subisce una nuova e più pesante sconfitta e si dimette da consigliere comunale. Dopo aver pensato di ritirarsi dalla politica, è stato rieletto al Consiglio regionale dell'Île-de-France nel 1992 e al Consiglio generale nel 1994.
È membro del partito politico di centro-destra dell'Unione per un Movimento Popolare (UMP), così come suo figlio Olivier, deputato all'Assemblea Nazionale Francese. È un ex sindaco della città di Corbeil-Essonnes, un sobborgo meridionale di Parigi. Nel 2005, ha inaugurato il Centro culturale islamico da 2 milioni di euro (che comprende una moschea) nella sua città di Corbeil-Essonnes. Nel dicembre 1998 è stato condannato a due anni di libertà vigilata nello scandalo Agusta del Belgio e ha ricevuto una multa di 60.000 franchi belgi (circa € 1.500).
Nel 2004 è diventato senatore e in questa posizione è stato un esplicito sostenitore di posizioni conservatrici su questioni economiche e occupazionali, sostenendo che le tasse e i regolamenti della forza lavoro della Francia rovinano i suoi imprenditori. Nel novembre 2012, rispondendo al piano del governo Ayrault di legalizzare il matrimonio gay, ha affermato polemicamente, durante un'intervista per France Culture, che l'autorizzazione al matrimonio gay causa "non più rinnovamento della popolazione. [...] Avremo un paese di omosessuali e così tra dieci anni non ci sarà più nessuno, è stupido".

### Vita privata
Dassault ha sposato Nicole Raffel il 5 luglio 1950. Hanno quattro figli: Olivier, Laurent, Thierry e Marie-Hélè.

## Opere
- (FR) Serge Dassault, La Gestion participative : 22 cas d'entreprise, Parigi, Éditions d'Organisation, 1978, ISBN 2-7081-0368-7, bnf:34619601 .
- (FR) Serge Dassault, J'ai choisi la vérité, Parigi, Plon, 1983, ISBN 2-259-01097-0, bnf:34744183 .
- (FR) Serge Dassault, Un projet pour la France : avec le libéralisme participatif, Parigi, Valmonde : Layeur, 2001, ISBN 2-911468-72-4, bnf:38841671 .

### Monografie
- (FR) Claude Carlier, Serge Dassault : 50 ans de défis, Parigi, Perrin, 2002, ISBN 2-262-01695-X, bnf:38910261 .
- (FR) Anne-Marie Rocco, Serge Dassault : biographie, Parigi, Flammarion, 2006, ISBN 2-08-068767-0, bnf:40160759 .
- (FR) Bruno Piriou, L'argent maudit : au coeur du système Dassault, Parigi, Fayard, 2015, ISBN 978-2-213-68690-5, bnf:44323063 .
- (FR) Claude Carlier, Dassault : de Marcel à Serge : cent ans d'une étonnante aventure humaine, industrielle et politique, Parigi, Perrin, 2017, ISBN 978-2-262-07036-6, bnf:45309715 .

### Articoli
- Vianney Aubert, Hervé Bentegeat et Yves Messarovitch, « Oui au libéralisme social », Le Figaro Économie, 28 mai 1997
- Jean-Marie Rouart, « Le charme discret d'un anti-conformiste », Paris Match, 10-16 septembre 1998
- Airy Routier, « Serge Dassault : si riche et pas si bête », Le Nouvel Observateur, 10-16 septembre 1998
- Catherine Nay et Patrice Merites, « Entretien : Ce sont les clients qui dirigent l'entreprise, pas le gouvernement », Le Figaro Magazine, 1er avril 2000
- Michel Cabinot, « Le libéral œcuménique », La Tribune, 11 septembre 2001
- Jean Guisnel, « Frégates de Taïwan : L'interview d'Andrew Wang », Le Point, 9 septembre 2004
- « Soupçons sur les contrats des Mirage à Taiwan », Le Parisien, 22 octobre 2003
- Dominique Gallois et Pascale Santi, « Serge Dassault : l'homme qui aimait la presse », Le Monde, 21 septembre 2004
- « Le Figaro de Papy », Le Nouvel Observateur, 23 septembre 2004
- « Dassault ressort les ciseaux au Figaro », Libération, 22 septembre 2004
- Jean-François Polo, « Les nouveaux habits de Dassault », 5 avril 2005

### Documentari
- Serge Dassault : Une vie de défis, regia di Benoit Galera - cortometraggio (2013)
- L'Épopée Dassault - Cent ans d'aviation française, regia di René-Jean Bouyer e Daniel Costelle - film TV (2017)